# Les Spécialistes (émission de télévision)
Les Spécialistes est une émission de télévision française traitant du sport, diffusée sur Canal+ Sport du 23 janvier 2006 jusqu'en juin 2016.

## Historique
L'émission, créée et présentée à l'origine par Cyril Linette, dure 55 minutes et est diffusée à 20 heures 30, chaque lundi. Pour décrypter le week-end de Ligue 1 en compagnie des consultants de Canal+.
À la rentrée 2007, Lionel Rosso remplace Cyril Linette, nommé directeur de la rédaction football de Canal+. De plus, l'émission Les spécialistes rugby, une nouvelle émission d'analyse du rugby est créée. Elle est présentée par François Trillo et diffusée tous les mardis à 20h45.
À partir de septembre 2008, l'émission a lieu chaque jour, du lundi au vendredi à 19h40 et remplace le magazine Jour de sport. Les spécialistes, le club, émission omnisports est diffusée chaque mercredi et présentée par François Trillo. Ils reviennent sur l'actualité sportive sauf le football et le rugby. Les spécialistes Europe, consacrée au football européen, est diffusée chaque jeudi et présentée par Stéphane Guy. Lionel Rosso quitte Canal+ en septembre 2008. Dès le mois d'octobre, Romain Del Bello, transfuge de TF1, prend sa place aux commandes des Spécialistes. Pour Les spécialistes Europe le jeudi, c'est Stéphane Guy qui lui succède. À partir d'octobre 2008, Thomas Thouroude remplace François Trillo à la présentation des Spécialistes, le club. En janvier 2009, Stefan Etcheverry remplace Thomas Thouroude à la présentation des Spécialistes, le club.
À la rentrée 2010, l'émission Les Spécimens est créée, elle propose un décryptage de l'actualité du football avec une équipe de chroniqueurs, qui contrairement aux Spécialistes ne sont pas des consultants (anciens joueurs et entraîneurs). Elle est présentée par Nathalie Iannetta et diffusée le vendredi soir.
À la rentrée 2011, Hervé Mathoux remplace Romain Del Bello à la présentation des Spécialistes Ligue 1. Deux versions des spécialistes changent de jour : Les Spécimens passent du vendredi au mercredi et Les Spécialistes Rugby passent du mardi au vendredi. Une nouvelle déclinaison pour évoquer le championnat de foot anglais, The Specialists, est créée. Elle est présentée par Thomas Thouroude et diffusée le mardi. Une autre déclinaison est créée : Les spécialistes Hand, consacrée au championnat de France de handball dont la chaîne vient d'acquérir les droits. Elle est présentée par Vincent Radureau et diffusée le jeudi.
À partir de septembre 2012, Astrid Bard remplace Nathalie Iannetta à la présentation des Spécimens.
Créée le 20 mars 2013 et présentée par Thomas Sénécal, chaque semaine suivant un Grand Prix et parfois lors d'une semaine suivant aucun grand prix, Les Spécialistes F1 reviennent sur l'actualité de la Formule 1.
À la rentrée 2013, l'émission Les spécialistes hand disparaît. À la rentrée 2014, c'est l'émission The Specialists qui disparaît.
À la rentrée 2015, Les Spécialistes rugby passent le jeudi soir à 19h40 juste avant le match de Pro D2. Le lundi est toujours la case réservée aux Spécialistes Ligue 1 et Les Spécialistes F1 occupent celle du mercredi. Victime collatétrale, l'émission Les Specimens n'existera plus.
À la rentrée 2016, toutes les versions des spécialistes sont supprimées. L'émission est remplacée par l'émission quotidienne multisport 19H30 Sport.

### Programmation des émissions
| Saison    | Diffusion                    | Lundi                    | Mardi                  | Mercredi                  | Jeudi                   | Vendredi               |
| --------- | ---------------------------- | ------------------------ | ---------------------- | ------------------------- | ----------------------- | ---------------------- |
| 2006-2007 | Le soir à 20h30 ou 20h45     | Les Spécialistes         | -                      | -                         | -                       | -                      |
| 2007-2008 | Le soir à 20h30 ou 20h45     | Les Spécialistes         | Les Spécialistes Rugby | -                         | -                       | -                      |
| 2008-2009 | Du lundi au vendredi à 19h40 | Les Spécialistes Ligue 1 | Les Spécialistes Rugby | Les Spécialistes, le club | Les Spécialistes Europe | -                      |
| 2009-2010 | Du lundi au vendredi à 19h40 | Les Spécialistes Ligue 1 | Les Spécialistes Rugby | Les Spécialistes, le club | Les Spécialistes Europe | -                      |
| 2010-2011 | Du lundi au vendredi à 19h40 | Les Spécialistes Ligue 1 | Les Spécialistes Rugby | Les Spécialistes foot     | Les Spécialistes foot   | Les Spécimens          |
| 2011-2012 | Du lundi au vendredi à 19h40 | Les Spécialistes Ligue 1 | The Specialists        | Les Spécimens             | Les Spécialistes Hand   | Les Spécialistes Rugby |
| 2012-2013 | Du lundi au vendredi à 19h40 | Les Spécialistes Ligue 1 | The Specialists        | Les Spécimens             | Les Spécialistes Hand   | Les Spécialistes Rugby |
| 2013-2014 | Du lundi au vendredi à 19h40 | Les Spécialistes Ligue 1 | The Specialists        | Les Spécialistes F1       | Les Spécimens           | Les Spécialistes Rugby |
| 2014-2015 | Du lundi au vendredi à 19h40 | Les Spécialistes Ligue 1 | -                      | Les Spécialistes F1       | Les Spécimens           | Les Spécialistes Rugby |
| 2015-2016 | Du lundi au jeudi à 19h40    | Les Spécialistes Ligue 1 | -                      | Les Spécialistes F1       | Les Spécialistes Rugby  | -                      |

## Les différentes versions desSpécialistes

### Les Spécialistes Ligue 1
Présentée par Romain Del Bello de 2008 à 2011 puis par Hervé Mathoux du 22 août 2011 jusqu'en juin 2016. Autour d'Hervé Mathoux, quatre consultants de Canal +, un ancien arbitre et un statisticien reviennent sur les matchs de Ligue 1 joués durant le weekend, en décryptant et en analysant les faits marquants des matchs les plus importants de la journée.

#### Chroniqueurs
(par ordre alphabétique)
- Jean-Luc Arribart
- Daniel Bravo
- Éric Carrière
- Jacques Crevoisier
- Philippe Doucet (statisticien)
- Christophe Dugarry
- Aimé Jacquet
- Jean-Michel Larqué
- Pierre Ménès
- Laurent Paganelli
- Reynald Pedros
- Jérôme Rothen
- Olivier Rouyer
- Guy Roux
- Franck Sauzée

### Les Spécialistes rugby
L'émission sur le rugby à XV est présentée par François Trillo le mardi de 2007 à 2011, le vendredi de 2011 à 2015 et le jeudi pour la dernière saison en 2015-2016. Autour de François Trillo, 4 consultants (5 et un statisticien de 2007 à 2011 puis en 2012-2013, 6 consultants en 2011-2012) reviennent sur les matchs joués durant le weekend, en décryptant et en analysant les faits marquants des matchs les plus importants de la journée du Top 14, de la H-Cup ou des matchs internationaux (Tournoi des Six Nations, Tri-nations...).

#### Chroniqueurs
- Jean-Pierre Élissalde (2008-2011 puis 2012-2016)
- Pierre Villepreux (2007-2016)
- Cédric Heymans (2013-2016)
- Thomas Lombard (2007-2016)
- Arnaud Costes (2007-2016)
- Yann Delaigue (2007-2016)
- Thomas Lièvremont (2012-2016)
- Pierre Berbizier (2014-2016)
- Marie-Alice Yahé (2014-2016)
- Pierre Rabadan (2015-2016)
- Fabien Pelous (2009-2015)
- Ugo Mola (2012-2014)
- Benoit August (2013-2014)
- Richard Dourthe (2009-2013)
- Jacques Delmas (2010-2011 puis 2012-2013)
- Lionel Faure (2012-2013)
- Patrice Lagisquet (2008-2011)
- Laurent Rodriguez (2007-2008)
- Mathieu Blin (2010-2012)
- Stéphane Glas (2011-2012)
- Éric Bonneval (2007-2013)
- Raphael Ibanez (2009-2010)
- Olivier Roumat (2007-2008)
- Philippe Bernat-Salles (2007-2010)
- Olivier Magne (2007-2008)
- Bertrand Guillemin
- Francis Delteral

### Les Spécimens
Créés en septembre 2010 et présentés par Nathalie Iannetta jusqu'en 2012, puis par Astrid Bard de 2012 à 2015, Les Spécimens décryptent et analysent l'actualité de la semaine sans langue de bois avec une équipe de chroniqueurs, qui contrairement aux Spécialistes ne sont pas des consultants (anciens joueurs et entraîneurs).

#### Chroniqueurs
- Jacques Bungert
- Gérard Davet
- Geoffroy Garétier
- Pierre Ménès
- Étienne Moatti
- Jamel Sandjak
- Bruno Satin
- Charles Villeneuve
- Jennifer Mendelewitsch
- Sylvère-Henry Cissé

### Les Spécialistes F1
Créée le 20 mars 2013 et présentée par Thomas Sénécal. Chaque semaine suivant un Grand Prix et parfois lors d'une semaine suivant aucun grand prix, Les Spécialistes F1 reviennent sur l'actualité de la Formule 1. Margot Laffite est aux commandes des Spécialistes F1 quand Thomas Sénécal ne peut présenter l’émission lors des courses disputées à une semaine d’intervalle (par exemple entre les Grands Prix de Chine et de Bahreïn).

#### Chroniqueurs et invités
- Paul Belmondo
- Julien Fébreau
- Thibault Larue
- Laurent Dupin
- Frédéric Vasseur
- Charles Pic
- Jérôme d'Ambrosio
- Pierre Van Vliet
- Renaud Derlot
- Rémi Taffin
- Cyril Dumont
- Jean-Louis Moncet
- Philippe Alliot
- Didier Coton
- Nicolas Prost
- Erik Comas
- Lionel Froissart
- Bruno Mauduit
- Jean-Paul Driot
- Franck Montagny
- Stefano Coletti
- Jean-Éric Vergne
- Julien Barbieux
- Jacques Laffite
- Jean Alesi
- Joe Saward

### The Specialists
Créée le 30 août 2011 et présentée par Messaoud Benterki en remplacement de Romain Del Bello de 2013 à 2014. The Specialists reviennent sur les matchs du Championnat d'Angleterre de football joués durant le weekend, en décryptant et en analysant les faits marquants des matchs les plus importants de la journée.

#### Chroniqueurs
(par ordre alphabétique) 
- Jean-Luc Arribart
- Habib Beye
- Maxime Bossis
- Sébastien Chapuis
- Jacques Crevoisier
- Marcel Desailly
- Kaba Diawara
- Ric George
- Gilles Grimandi
- Stéphane Guy
- Gerard Houllier
- Éric Huet (statisticien)
- Marc Keller
- Christophe Lollichon
- Louis Saha
- Jacques Santini

### Les Spécialistes foot
Anciennement Les Spécialistes Europe, le mercredi avec Olivier Tallaron depuis septembre 2010 à juin 2011 et le jeudi avec Stéphane Guy de septembre 2008 à juin 2011. Les Spécialistes reviennent l'actualité du football national ou international.

#### Chroniqueurs
(par ordre alphabétique)
- Gérald Baticle
- Daniel Bravo
- Éric Carrière
- Jacques Crevoisier
- Omar Da Fonseca
- Christian Damiano
- Raynald Denoueix
- Marcel Desailly
- Franck Dumas
- Claude Dusseau
- Patrice Ferri
- Christian Gourcuff
- Gilles Grimandi
- Aimé Jacquet
- Daniel Jeandupeux
- Philippe Jeannol
- Sabri Lamouchi
- Paul Le Guen
- Roger Lemerre
- Marc Libbra
- Christophe Lollichon
- Johan Micoud
- Jean-Pierre Papin
- Willy Sagnol
- Jacques Santini
- Steve Savidan
- Luc Sonor
- Francis Smerecki

### Les Spécialistes, le club
Le club des Spécialistes était présentée par Stefan Etcheverry de janvier 2009 à juin 2010 (initialement François Trillo en septembre 2008 et Thomas Thouroude d'octobre 2008 à décembre 2008), chaque mercredi à 19h40. Ils revenaient sur l'actualité sportive sauf le football et le rugby (basket, tennis, athlétisme, cyclisme, handball...) avec les consultants de Canal +.

#### Chroniqueurs
(par ordre alphabétique)
- Grégory Anquetil
- Frédéric Brindelle
- Nicolas Cochery
- David Cozette
- David Douillet
- George Eddy
- Guy Forget
- Jean Galfione
- Cyrille Guimard
- Sébastien Heulot
- Luc Leblanc
- Henri Leconte
- Renaud Longuèvre
- Marc Maury
- Jacques Monclar
- Bruno Poulain
- Julien Varlet
- Frédéric Viard

### Les Spécialistes handball
Créée le 1er septembre 2011 et présentée par Vincent Radureau. Autour de Vincent Radureau, Les Spécialistes handball reviennent sur toute l'actualité du handball national et international.

#### Chroniqueurs
(par ordre alphabétique) 
- Joël Abati
- Grégory Anquetil
- Nicolas Cochery
- Daniel Costantini
- Philippe Gardent
- Christophe Kempé

### Der Spezialist
Créée le 28 août 2012 et présentée par Jean-Charles Sabattier jusqu'en septembre 2013 Der Spezialist revient à 19h20 sur les matchs du Championnat d'Allemagne de football joués durant le weekend, en décryptant et en analysant les faits marquants des matchs les plus importants de la journée. Contrairement aux autres versions des Spécialistes, il n'y a aucun chroniqueur autour de Jean-Charles Sabattier.